# Morgan's Point Resort
Morgan's Point Resort est une petite ville située au nord-est de Temple et au nord du comté de Bell, au Texas, aux États-Unis,.

## Démographie
Lors du recensement de 2010, la ville comptait une population de 4 170 habitants. Elle est estimée, le 1er juillet 2019, à 4 254 habitants.

### Source de la traduction
- (en) Cet article est partiellement ou en totalité issu de l’article de Wikipédia en anglais intitulé « Morgan's Point Resort, Texas » (voir la liste des auteurs).